# Die Filsbacher
Die Filsbacher sind ein deutsches Quintett der volkstümlichen Musik aus Rheinland-Pfalz.

## Geschichte
Gegründet wurde die Formation 1996 von Stefan Persch (* 1964) und Franz Anselmann (* 1962).
2001 produzierte die Band ihr erstes CD-Minalbum Egal was kommt mit vier Titeln bei Wittmann+Endres Musikproduktion. 2003 erschien beim Label Tyrolis Music das CD-Album Regenbogen mit zwölf Titeln. Die Band trat überregional und international vorwiegend bei Volksfesten auf.
Stefan Persch verließ die Band und tritt seit 2018 unter „Stefan Persch und die Filsbacher“ auf. Aufgrund eines Vergleichs hat die Band ihrem Namen ein XXL angehängt und nennt sich nun „Die Filsbacher XXL“.

## Diskografie
- 2001: Egal was kommt
- 2003: Regenbogen (Tyrolis Music)[6]